# Brad Lubman
Répertoire
Steve Reich
Brad Lubman, né le 11 octobre 1962 à New York aux États-Unis, est un percussionniste, un chef d'orchestre et un compositeur américain de musique classique. Il est le fondateur et directeur de l'Ensemble Signal depuis 2008.

## Biographie
Bradley Lubman obtient son Bachelor of Fine Arts in Music à la State University of New York (SUNY) à Purchase en 1984, puis son Master of Music toujours à SUNY mais à Stony Brook deux ans plus tard. Il sera chef d'orchestre des deux ensembles de SUNY avant de devenir professeur associé à l'Eastman School of Music à Rochester en 1997.
Percussionniste de formation, il s'oriente rapidement dans sa carrière vers le répertoire de la musique classique et contemporaine. En 1995, il fait la rencontre de Steve Reich avec le Bang on a Can. Impressionné par son jeu et sa direction, ce dernier lui demande de diriger la création de City Life en 1996 en lui confiant son Steve Reich Ensemble, avec lequel il crée également Three Tales (2002),  Variations for Vibes, Pianos, and Strings (2005) et Daniel Variations (2006). Au tournant des années 2000, Brad Lubman collabore avec John Zorn, dirigeant et participant aux enregistrements de six albums et à la création sur scène de nombreuses pièces.
En 2008, Brad Lubman cofonde à New York avec Lauren Radnofsky l'Ensemble Signal qui se consacre à la musique contemporaine et en particulier au répertoire des compositeurs minimalistes américains tels que Steve Reich, Philip Glass ou Nico Muhly mais également aux pièces de Helmut Lachenmann, Irvine Arditti, Kristian Bezuidenhout, Brian Ferneyhough, Michael Gordon, David Lang, Julia Wolfe, Oliver Knussen, Régis Campo, Hilda Paredes et Charles Wuorinen. Ainsi, il dirige avec l'Ensemble Signal un grand nombre des créations des œuvres de Steve Reich à partir des années 2010, notamment de Radio Rewrite (2013), Runner (2016) et Reich/Richter (2019) – parfois avec l'Ensemble Modern –, et enregistre également des versions remarquées de Glassworks (2011) de Philip Glass et de Music for 18 Musicians de Reich chez Harmonia Mundi (disque récompensé d'un Diapason d'or en 2015).